# IC 3217/2
IC 3217/2 је спирална галаксија у сазвијежђу Береникина коса која се налази на листи објеката дубоког неба у Индекс каталогу.
Деклинација објекта је + 26° 23' 17" а ректасцензија 12h 22m 13,1s. Привидна величина (магнитуда) објекта IC 3217 износи 15,7 а фотографска магнитуда 16,5.